# GLIDE number
GLIDE number (tradução literal: número GLIDE) é um número identificador globalmente exclusivo para desastres, como terremotos.

## Exemplo deGLIDE numbercompleto
Conforme https://www.unescap.org/sites/default/files/S4-5_Natori_0.pdf um exemplo de sintaxe de número completo é:
TS-2013-000147-JPN
- TS: Código de Tipo de Perigo (inglês: _Hazard Code_)
- 2013: Ano (4 dígitos)
- 000147: número serial por cada ano (6 dígitos)
- JPN: Código de país (3 dígitos)

### Código de Tipo de Perigo GLIDE
O Código de Tipo de Perigo GLIDE (em inglês: GLIDE hazard code) especifica o tipo de perigo. É usado como prefixo em cada GLIDE number.
Segundo glossário de termos humanitários do ReliefWeb (https://reliefweb.int/taxonomy-descriptions#disastertype) mesmo tipo de perigo pode ter diversos nomes (em especial em diferentes regiões do mundo) enquanto recebe o mesmo código código de tipo de perigo GLIDE. O uso de um código padrão permite consistência e, inclusive, é usado em dicionários que explicam tipos de perigos.

## História
Acessar informações sobre desastres pode ser uma tarefa demorada e trabalhosa. Não apenas os dados estão dispersos, mas a identificação frequente do desastre pode ser confusa em países com muitos eventos de desastres. Para resolver esses dois problemas, o Centro Asiático de Redução de Desastres (ADRC) propôs um código de identificação único globalmente comum para desastres. Essa ideia foi compartilhada e promovida pelo OCHA/ReliefWeb, OCHA/FSCC, UNDRR, UNDP, WMO, IFRC, OFDA-USAID, FAO, La Red, Banco Mundial, Comissão Europeia e Centro de Pesquisa em Epidemiologia de Desastres (CRED), e foi lançado em conjunto como uma nova iniciativa "GLIDE".